# Pardosa anchoroides
Pardosa anchoroides là một loài nhện trong họ Lycosidae.
Loài này thuộc chi Pardosa. Pardosa anchoroides được Yu & Da-xiang Song miêu tả năm 1988.